# Deyna Castellanos
Deyna Cristina Castellanos Naujenis (Maracay, 18 de abril de 1999) es una futbolista venezolana que juega como delantera en el Portland Thorns de la National Women's Soccer League en Estados Unidos. Es internacional con la Selección de Venezuela.
Ha ganado dos Campeonatos Sudamericanos Sub-17 y es la máxima goleadora histórica de estos campeonatos con 14 goles. En 2017 estuvo nominada a los premios The Best y Puskás, quedando en tercera posición en ambos. En 2018 ganó el Campeonato nacional universitario en Estados Unidos. 
Ha participado en dos Copas Mundiales Sub-17, en las que Venezuela ha ocupado el cuarto lugar y ha sido Balón de Bronce, Bota de Oro y Bota de Bronce y máxima goleadora histórica con 11 goles.

## Trayectoria

### Inicios
Castellanos comenzó la práctica del fútbol a la edad de 5 años en su ciudad natal Maracay, tras acompañar a su hermano Álvaro, de 10 años, a sus entrenamientos en el equipo Escuela San Ignacio y ser descubierta por el entrenador Jorge Riera. Tras empezar a jugar se destacó como goleadora, siendo la máxima anotadora en distintas categorías y ganando el campeonato sub-9 con la selección de Aragua. En el año 2010 destacó en los Juegos Deportivos Nacionales Municipales liderando la selección del estado de Aragua hasta el campeonato al marcar 3 goles en la final ante el equipo de Monagas. En 2011 pasó a jugar con la Universidad Central de Venezuela y ganó la Lima Cup de 2011 en Perú.
A partir de 2013 Castellanos siguió su evolución en la academia del excapitán de la selección de fútbol de Venezuela, Juan Arango, el futbolista con más partidos con la selección vinotinto.

Fue impresionante ver a una niña de su edad jugar con tanta habilidad y potencia, pegarle a la pelota con ambas piernas y tener tanta explosión de velocidad. No hay muchos jugadores que puedan anotar los goles que ella hace, y estoy hablando tanto de hombres como de mujeres.
Juan Arango.

En 2014 recibió la Orden Samán de Aragua y Orden Negra Hipólita por el gobernador del estado Aragua, fue la primera atleta venezolana en ser invitada por la FIFA a la Gala del balón de Oro, y fue premiada como Joven Atleta del Año en los Premios Generación de Oro.

### Fútbol universitario
Después de su exhibición en los torneos juveniles con las selecciones menores de Venezuela, en 2016 logró una beca para ingresar en la Universidad Estatal de Florida en Estados Unidos para jugar con su equipo femenino de fútbol, Florida State Seminoles en el campeonato de la NCAA. Debutó el 19 de agosto de 2016 ante Texas A&M marcando un gol en el segundo minuto del partido y siendo seleccionada en el equipo de la semana de TopDrawer. Logró marcar en sus tres primeros partidos, siendo la segunda jugadora que lo lograba. En su primer año compatibilizó los partidos con Florida State con su participación en el Mundial Sub-17 pero aun así alcanzó a jugar 13 encuentros y marcar 7 goles en los partidos de la Conferencia de la Costa Este, proclamándose campeonas de conferencia. Castellanos marcó el gol del empate en los cuartos de final ante Duke, y falló su lanzamiento en la tanda de penaltis, a pesar de lo cual ganaron por 3-2. Posteriormente vencieron por 1-0 a Celmson y ganaron en la tanda de penaltis a North Carolina. en el Campeonato nacional marcó uno de los goles en el 4-0 sobre Samford, y cayeron en dieciseisavos de final ante Utah. Fue elegida en el equipo de las novatas del año, además del segundo equipo en su Conferencia, además del primer equipo de la NSCAA All-Southeast Region y en el primer equipo de las novatas de TopDrawerSoccer.com. Su excelente temporada tanto a nivel de club como a nivel de selección le valieron la nominación a atleta femenina del año de Univision.
En 2017 disputó con Santa Clarita Blue Heat la United Women's Soccer, principal competición semiprofesional de Estados Unidos, antes de regresar al fútbol universitario. Fue declarada mejor jugadora del campeonato tras ser subcampeonas. Castellanos disputó 9 encuentros y anotó 6 goles, y estuvo en el equipo ideal de la semana en 4 ocasiones. Uno de sus goles fue nombrado gol de la temporada, empatado con el de Michaela Kovacs.
Con Florida State jugó 20 encuentros y marcó 19 goles ese año. Empezó la temporada marcando tres goles UNC Greensboro, y marcó dos goles en otras cinco ocasiones, pero en no pudieron volver a ganar el título de conferencia al caer eliminadas en cuartos de final por North Carolina. En el Campeonato nacional marcó sendos dobletes ante Ole Miss (5-0) y Arizona (2-0), y cayeron eliminadas en octavos de final ante Stanford. Su desempeño fue reconocido siendo nombrada en el primer equipo de All-Region Teams y el segundo equipo de All-American por la  United Soccer Coaches. También fue elegida en el primer equipo de TopDrawerSoccer.com, y el MAC Hermann Trophy Watch List. Fue finalista en el Premio a Mejor Atleta del Año en la rama amateur otorgado por el Círculo de Periodistas Deportivos de Venezuela, por detrás de la campeona mundial de triple salto Yulimar Rojas, y fue preseleccionada entre las 55 candidatas a formar parte del XI ideal de FIFPro.
Sin embargo el evento más destacable de la temporada para Castellanos fue su nominación a los Premios The Best, en los que quedó en tercer lugar. Este hecho generó controversia entre futbolistas profesionales como Megan Rapinoe, que cuestionaron que le dieran el premio a una jugadora sin trayectoria profesional, o Carli Lloyd, que apoyó a la capitana de Australia Sam Kerr quien no fue nominada al premio.
2018 fue el año más exitoso para Castellanos en Florida State, pues ganaron tanto el título de Conferencia como el título nacional. Además fue nombrada embajadora de la Conmebol y de la FIFA. Inició la temporada como suplente y marcando el gol que abría el marcador ante Wisconsin (3-0). Fue elegida Jugadora nacional de la Semana por la United Soccer Coaches y jugadora ofensiva de la semana de la ACC el 23 de octubre de 2018 tras sus goles y asistencias ante Pittsburgh y Virginia. Durante la temporada disminuyó su faceta goleadora marcando 10 tantos pero fue la tercera máxima asistente del campeonato con 8 asistencias. Una de ellas la dio en los cuartos de final de la Conferencia ante Duke, en el que sería el único gol del partido. En las semifinales marcó un doblete ante Virginia. En la final ganaron por 3-2 a North carolina y fue incluida en el Primer Equipo de la All-ACC, en el equipo del ACC All-Tournament y en el Primer Equipo de la ACC por United Soccer Coaches.
En el Campeonato nacional eliminaron a Loyola, South Florida y USC en las primeras rondas. En los cuartos de final marcó el único gol en la victoria sobre Penn State, y fue elegida en el equipo de la semana de TopDrawerSoccer. En semifinales vencieron por 2-0 a Stanford. En la final dio la asistencia del único gol del partido a Dallas Dorosy. Tras el campeonato fue elegida en el Segundo Equipo nacional por United Soccer Coaches All-American y el Tercer Equipo por TopDrawerSoccer. MAC Hermann volvió a incluirla en su Watch List.
En 2019 jugó 23 encuentros, marcó 12 goles y dio 11 asistencias, siendo la máxima anotadora y asistente del equipo y logrando un récord de asistencias para Florida State en una temporada. El 19 de septiembre igualó el récord de asistencias en un solo partido de Florida State con 3 ante Boston College. Fue nombrada Jugadora Ofensiva de la ACC y elegida en el equipo de la semana de TopDrawerSoccer en las semana del 1 de octubre al participar en los tres goles de su equipo ante Clemson y Syracuse, y repitió honor el 5 de noviembre tras vencer a Duke y abrir el marcador en los cuartos de final de la Conferencia ante Clemson. Fueron derrotadas en las semifinales del título de Conferencia. La ACC la nombró Jugadora Ofensiva y Centrocampista del año y volvió a incluirla en el Primer Equipo de la All-ACC y en el equipo del ACC All-Tournament.
En el Campeonato nacional eliminaron a South Alabama en primera ronda. En segunda ronda dio una asistencia en el segundo gol sobre Brown. En octavos de final anotó el gol de la victoria de penalti ante South Florida. En los cuartos de final fueron derrotadas por UCLA por 4-0. Tras el campeonato Castellanos fue elegida en el primer equipo nacional de TopDrawerSoccer Best XI y el segundo equipo de All-American y primer equipo de All-Atlantic Region por United Soccer Coaches. MAC Hermann volvió a incluirla en su Watch List.
En su paso por Florida State se convirtió en la jugadora en marcar más goles ganadores (20) y segunda máxima goleadora (48).

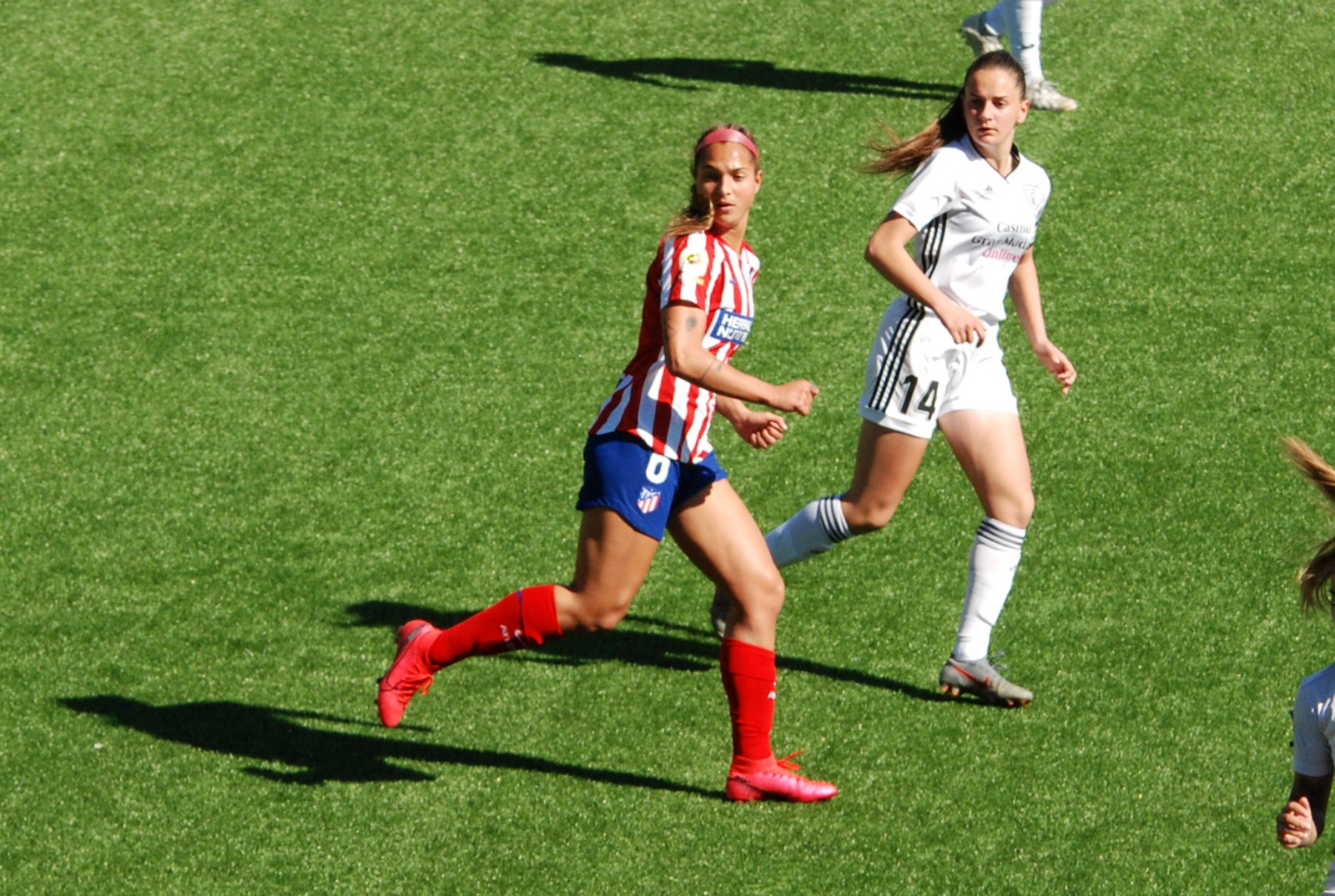
Castellanos con el Atlético de Madrid frente al Madrid CFF en febrero de 2020.

### Atlético de Madrid

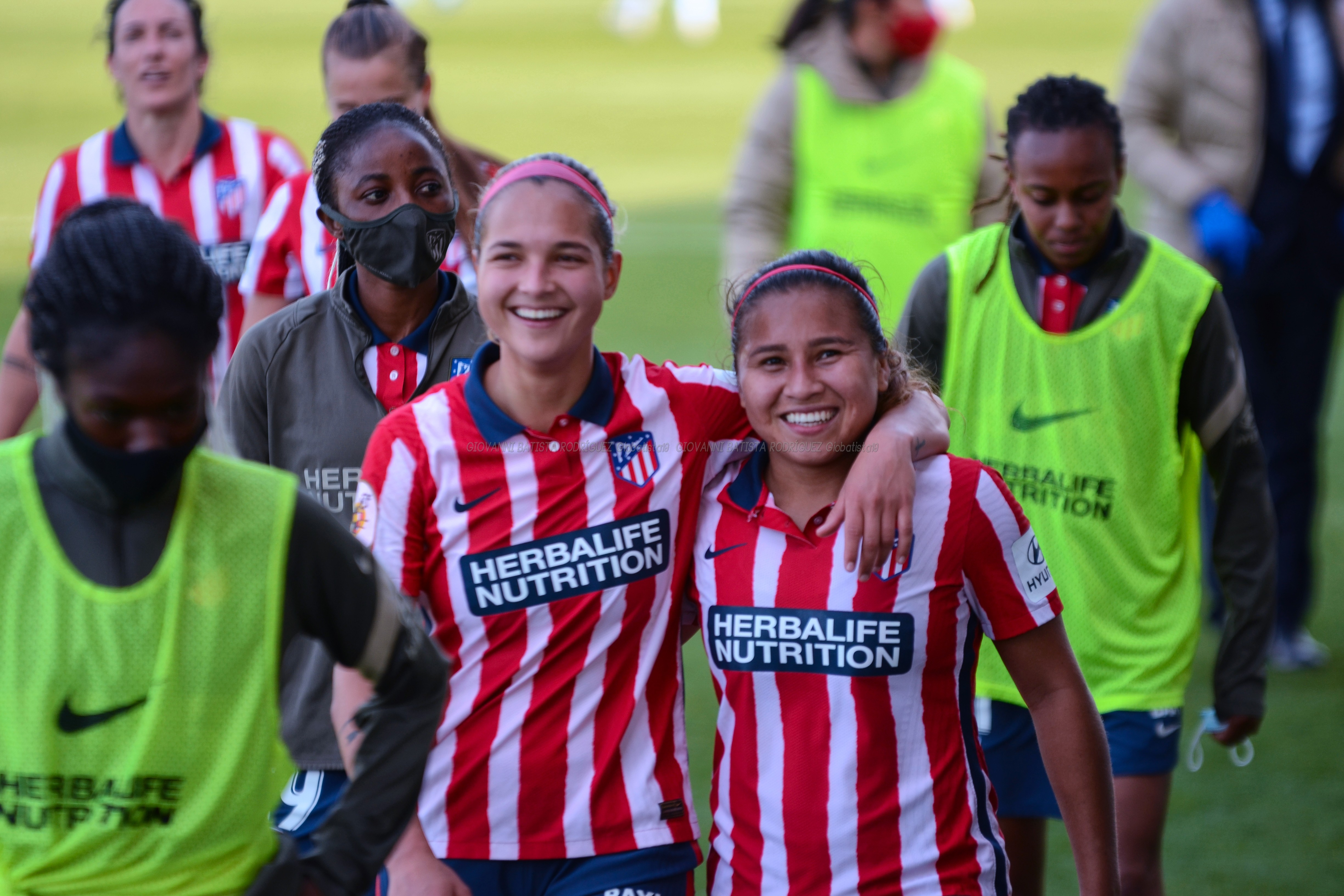
Deyna Castellanos y Leicy Santos con el Atlético de Madrid

El 2 de enero de 2020 el Atlético de Madrid Femenino anuncia el fichaje de Deyna Castellanos hasta 2022. Debutó con el equipo, y profesionalmente, el 11 de enero frente al Sporting Club de Huelva al entrar al partido desde la suplencia en el minuto 65. El partido finalizó con la victoria de su equipo por 1-0. En las siguientes jornadas apenas tuvo participación, sumando únicamente minutos como suplente en algunos partidos de Liga, Supercopa y Copa de la Reina antes de que la competición se suspendiera con motivo de la pandemia del Covid-19, quedando subcampeona de Liga. Manifestó que su motivación para jugar en el Atlético de Madrid fue porque jugaba Champions y porque se identificaba con los valores del club, y que tuvo que mejorar físicamente para seguir el ritmo de sus compañeras.
La temporada 2020-21 empezó con un gran estado de forma. Marcó su primer gol profesional en la primera jornada de liga el 3 de octubre de 2020 ante el Espanyol, y marcó o asistió en las siguientes cuatro jornadas. Debutó en la Liga de Campeones el 9 de diciembre de 2020 ante el Servette en la ida de los dieciseisavos de final marcando un gol y dando una asistencia. El equipo tuvo una temporada irregular y no logró clasificar para la Liga de Campeones para el siguiente año, pero lograron ganar la Supercopa de España.
La temporada 2021-22 también la comenzó con un buen estado de forma, marcando cinco goles en las cinco primeras jornadas de liga, incluyendo el derbi contra el Real Madrid y un doblete ante el Alavés. Fue elegida mejor jugadora de los meses de septiembre, octubre y enero. En diciembre bajó su rendimiento y fue expulsada tras ejecutar un penalti de manera antirreglamentaria y por protestar. En enero volvió a reencontrarse con el gol, pero en febrero pasó a ser suplente y dispuso de menos minutos. En marzo volvió a ser expulsada por doble amonestación en un partido ante el Granadilla en el que fue suplente y el resultado estaba decidido, lo que le llevó a no poder jugar el partido decisivo ante el Real Madrid, en el que perdieron. Siguió alternando titularidad con otras delanteras hasta el final de la temporada. Con todo fue la delantera que jugó más minutos y la máxima goleadora del equipo con 10 goles en liga, en la que acabaron  en cuarta posición a un punto de la tercera plaza que daba el último cupo para disputar la Liga de Campeones, y uno en las semifinales de la  Supercopa, en la que perdieron la final ante el F. C. Barcelona. En la Copa de la Reina el equipo cayó en octavos de final ante el Sporting de Huelva.

### Manchester City
El 3 de junio del 2022, se hizo oficial el fichaje de Deyna Castellanos al Manchester City F.W.C, desde el Atlético de Madrid S.A.D por tres temporadas.

## Selección nacional

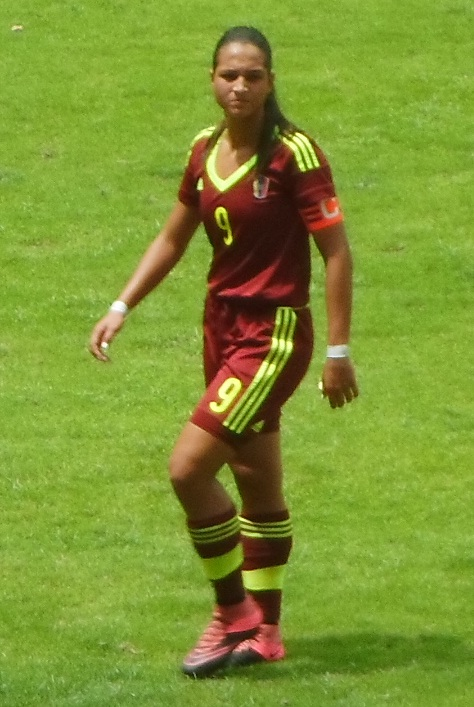
Castellanos con la selección sub-17 de Venezuela.

### Categorías inferiores

#### Inicios y primer mundial
En 2013 fue titular en todos los encuentros del Sudamericano Sub-17 con 14 años. Fue nombrada capitana antes del torneo. Debutó en el partido inaugural de Venezuela en la jornada 2 ante Colombia, en el que vencieron por 3-1. Marcó el gol que abrió el marcador ante Brasil en el segundo partido, que concluyó con empate a un gol y que colocó a las venezolanas en buena posición para clasificar a la segunda fase del torneo, ya que Brasil fue derrotada por Colombia en la primera jornada. Marcó de nuevo en la victoria por 5-2 sobre Ecuador, y se clasificaron como primeras de grupo al derrotar a Uruguay en la última jornada. En la segunda fase del torneo empezaron ganando a Chile, y lograron plaza para disputar el Copa Mundial de Fútbol Sub-17 de 2014 al remontar a Colombia en la segunda jornada. En el partido final contra Paraguay, anfitrionas del torneo, golearon por 7-1, proclamándose campeonas del Sudamericano y obteniendo plaza para la II Olimpíada de la Juventud 2014 de Nankín, China. Tras el campeonato las jugadoras ofrecieron la medalla al presidente Nicolás Maduro, y este las condecoró con la Orden Francisco de Miranda. El Círculo de Periodistas Deportivos les otorgó el premio a mejor selección del año.
Tras la exitosa participación en el Campeonato Sudamericano Castellanos fue convocada con la selección sub-20 para disputar los Juegos Bolivarianos. No participó en el primer encuentro ante Guatemala en la que las Vinotinto ganaron por 4-2, pero sí fue titular ante Chile el 19 de noviembre de 2013, partido que supuso su debut en esta categoría y en el que se estrenó con un triplete para vencer por 6-1. En el tercer encuentro cayeron derrotadas por Colombia y se clasificaron para las semifinales como segundas de grupo. En la semifinal remontaron dos goles en contra ante Bolivia para ganar por 3-2, y se reencontraron con Colombia en la final. castellanos fue titular y sustituida en el minuto 83. El encuentro acabó con empate a dos goles y Colombia ganó en la tanda de penaltis, con lo que Venezuela obtuvo la medalla de plata.
En 2014 fue convocada para disputar el Mundial Sub-17 que se disputó en Costa Rica. Castellanos marcó dos goles en el debut ante Costa Rica (3-0) y fue nombrada mejor jugadora del partido. En el segundo partido ante Zambia volvió a marcar un gol y dio dos asistencias. En el tercer y último partido de la fase de grupos volvieron a ganar con un solitario gol de Castellanos ante Italia, y volvió a ser nombrada mejor jugadora del encuentro. Venezuela se clasificó invicta como primera de grupo y se enfrentó en cuartos de final a Canadá. Castellanos abrió el marcador en un reñido encuentro que terminó con victoria venezolana por 3-2. En semifinales fueron derrotadas por 4-1 por Japón, siendo castellanos la autora del gol en el descuento. En el partido por el tercer y cuarto puesto se volvieron a encontrar con Italia. Castellanos dio una asistencia en el encuentro, que concluyó con empate a 4 tantos y que ganó Italia en la tanda de penaltis. Castellanos obtuvo la Bota de Oro y fue la máxima asistente del torneo igualada en goles (6) y asistencias con su compañera Gaby García. El Informe Técnico que publicó la FIFA sobre el torneo la destacó como una de las jugadoras claves de su selección y la describió como una jugadora que "demuestra un magnífico dominio del espacio en sus desmarques. Destaca su habilidad para dirigir el juego y pasar, sus diestros movimientos con el balón prueban sus excelentes condiciones como atacante completa." El gol que marcó ante Italia fue el segundo más votado de los nominados a mejor gol del Mundial.

#### Segundo mundial
Tras jugar dos amistosos con la selección sub-17 ante Trinidad y Tobago fue nombrada capitana de la selección sub-15 que disputó el Torneo olímpico juvenil de fútbol femenino Nankín 2014. En el primer encuentro ante Papúa Nueva Guinea marcó 4 goles y vencieron por 7-0, y en el segundo encuentro marcó 3 goles y vencieron por 6-2 a Eslovaquia, clasificándose para las semifinales. Marcó el cuarto lanzamiento de la tanda de penaltis en la que eliminaron a México tras empatar a un gol. En la final cayeron goleadas por 5-0 por China, que planteó un marcaje estrecho sobre Castellanos. Venezuela obtuvo la medalla de plata y Castellanos fue la máxima goleadora del torneo. En el informe técnico que publicó la FIFA la destacaron como una "atacante peligrosa y dinámica, de técnica depurada, sabe proteger el balón y dispara con precisión" y como "Solista capaz de definir un partido."

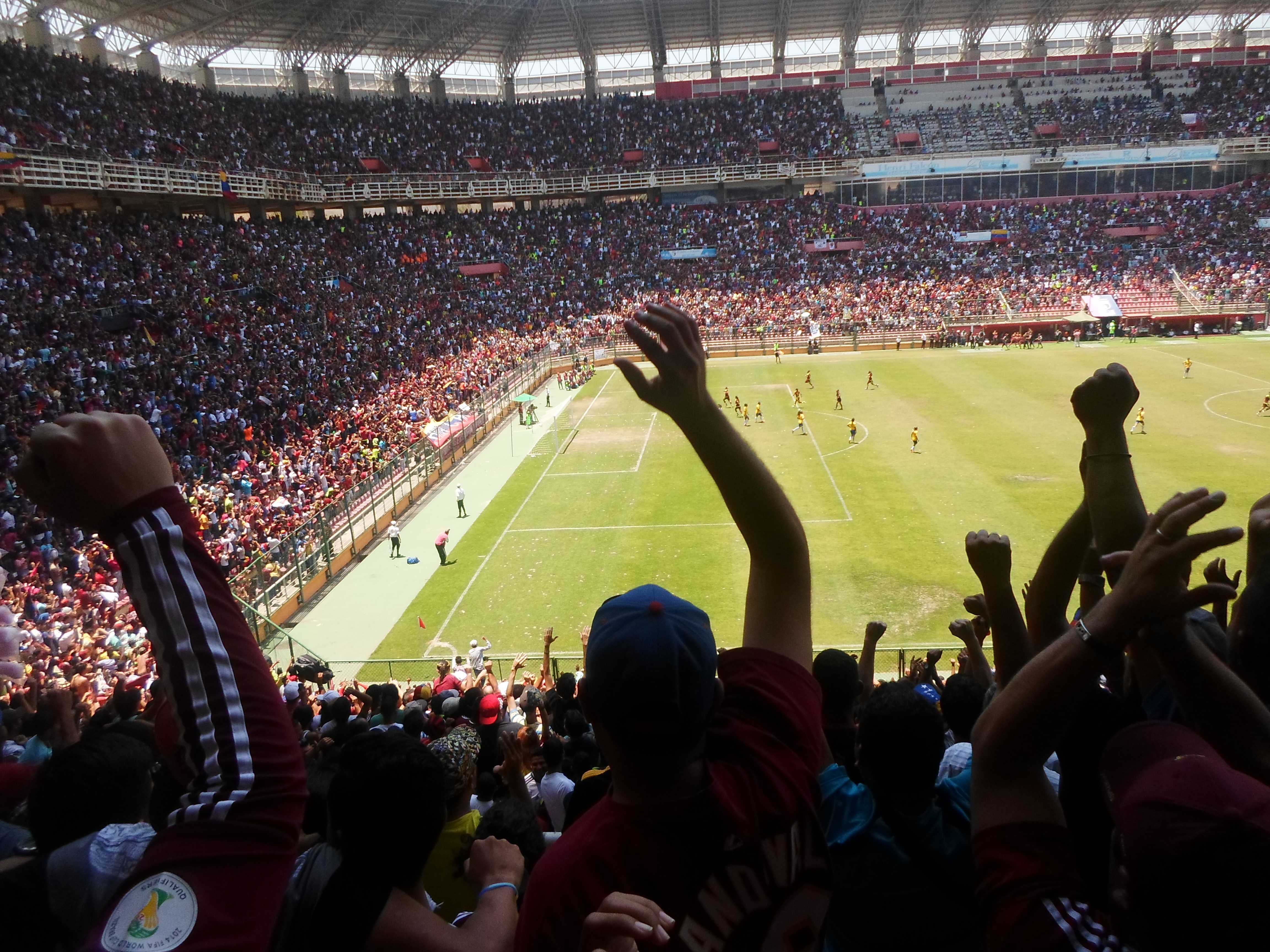
Fanáticos celebrando el gol de Deyna Castellanos en la final del Campeonato Sudamericano Femenino Sub-17 de 2016 ante Brasil.

En marzo de 2016 fue la capitana y estrella de la selección Sub-17 que reeditó el Campeonato Sudamericano como local, siendo la máxima goleadora con 12 goles batiendo el récord del torneo, y anotando en todos los encuentros. En el primer encuentro marcó dos goles y vencieron por 3-0 a Argentina. En el segundo partido marcó tres goles en la goleada por 8-0 sobre Perú. En el tercer encuentro abrió el marcador en la victoria por 2-0 ante Chile. En el último encuentro de la fase de grupos se enfrentaron a Paraguay, que también llegaba con todos los partidos ganados, por lo que se definiría la primera plaza de la clasificación. Venezuela ganó por 3-1 con un gol de Castellanos. En la segunda fase del torneo marcó el primer gol en la victoria por 4-0 ante Colombia. En el segundo encuentro volvieron a jugar con Paraguay, en lo que podía suponer la definición del título de máxima goleadora en el que competía con la paraguaya Jessica Martínez. Castellanos anotó un triplete para ganar por 6-2 ante el equipo albirrojo, lo que además les garantizó un cupo para el Mundial de Jordania. En el último partido se enfrentaron a Brasil, que también había vencido a Colombia y Paraguay, por lo que era una final en la práctica. Castellanos marcó el único gol del encuentro  ante más de 40.000 espectadores.
La trayectoria de Castellanos la convirtió en una de las jugadoras a seguir del Mundial. En el partido de debut estrelló un disparo en la cruceta fueron superadas por Alemania (2-1). En el segundo partido puso por delante a su equipo en un lanzamiento de falta, pero en el tiempo de descuento Camerún igualó el partido. Sin tiempo para más Castellanos disparó a puerta en el saque de centro y sorprendió a la guardamenta camerunesa, logrando la victoria en el último suspiro y salvando las opciones de clasificación para Venezuela y ganando el premio a mejor jugadora del partido. El gol estuvo nominado para el Premio Puskás. Tras el partido declaró que era un gesto que tenía ensayado y no era la primera vez que marcaba un gol de este estilo. En el último partido de la fase de grupos derrotaron a Canadá por dos a cero a pesar de encontrarse con una jugadora menos por expulsión desde el minuto 25. Castellanos abrió la cuenta goleadora y su compañera Yerliane Moreno aprovechó un rechace a un tiro suyo para cerrar el marcador, y fue nombrada de nuevo jugadora del partido. Con este gol Castellanos batió el récord de goles en los Mundiales Sub-17. Venezuela avanzó como segunda de grupo y se enfrentó en cuartos de final a México. Las aztecas abrieron el marcador pero un doblete de Castellanos colocó a las venezolanas en las semifinales, y logró su tercer premio a jugadora del partido de esta edición. Corea del Norte planteó una marca sólida sobre Castellanos y ganaron de manera clara por 3-0. En el partido de consolación Venezuela volvió a ser goleada por España (4-0) y se quedó fuera de las medallas, repitiendo el cuarto puesto de 2014. Castellanos obtuvo los premios de Balón de Bronce, como tercera mejor jugadora del campeonato y bota de bronce, empatada a goles con Ri Hue Yon, pero sin haber dado ninguna asistencia, además de lograr el mejor gol del torneo Tras el campeonato su mentor, Juan Arango, declaró que creía que sería la mejor jugadora del mundo. El Grupo de Estudios Técnicos de la FIFA destacó el impacto que tuvo castellanos para que su equipo pasase las primeras rondas y pronosticó que sería protagonista en los años venideros. la definieron como una "delantera escurridiza y explosiva, es la capitana del
equipo; destaca en el uno contra uno, en el juego por alto y en los disparos lejanos".
Un mes más tarde se disputó el Mundial Sub-20, pero Castellanos declinó su convocatoria para poder continuar con sus estudios. En 2017 el único campeonato juvenil que se disputó fueron los Juegos Bolivarianos, pero a pesar de que el seleccionador Kenneth Zseremeta lo solicitó, no fue convocada para disputarlo. En noviembre de 2017 la FIFA la nombró embajadora del Mundial de Fútbol Sub-17 de 2018.
En enero de 2018 fue convocada para disputar el Campeonato Sudamericano Sub-20, y fue abanderada de su selección. Castellanos marcó el único gol del primer partido ante Uruguay. En el segundo encuentro cayeron derrotadas por Brasil. En el tercer encuentro marcó el gol del empate con Bolivia. En el último partido de la primera ronda se enfrentaron a Chile y se clasificaron para el cuadrangular con un gol de tiro libre de Castellanos. Volvió a marcar en el primer partido de la fase final ante Paraguay, pero salieron derrotadas por 3-1. Luego volvieron a ser derrotadas por Brasil por 5-0, lo que supuso la no clasificación para el Mundial. Ya sin opciones fueron derrotadas en el último encuentro por Colombia, sin la participación de Castellanos debido a una sobrecarga muscular. Castellanos marcó los cuatro tantos que hizo Venezuela en el torneo.

### Selección absoluta

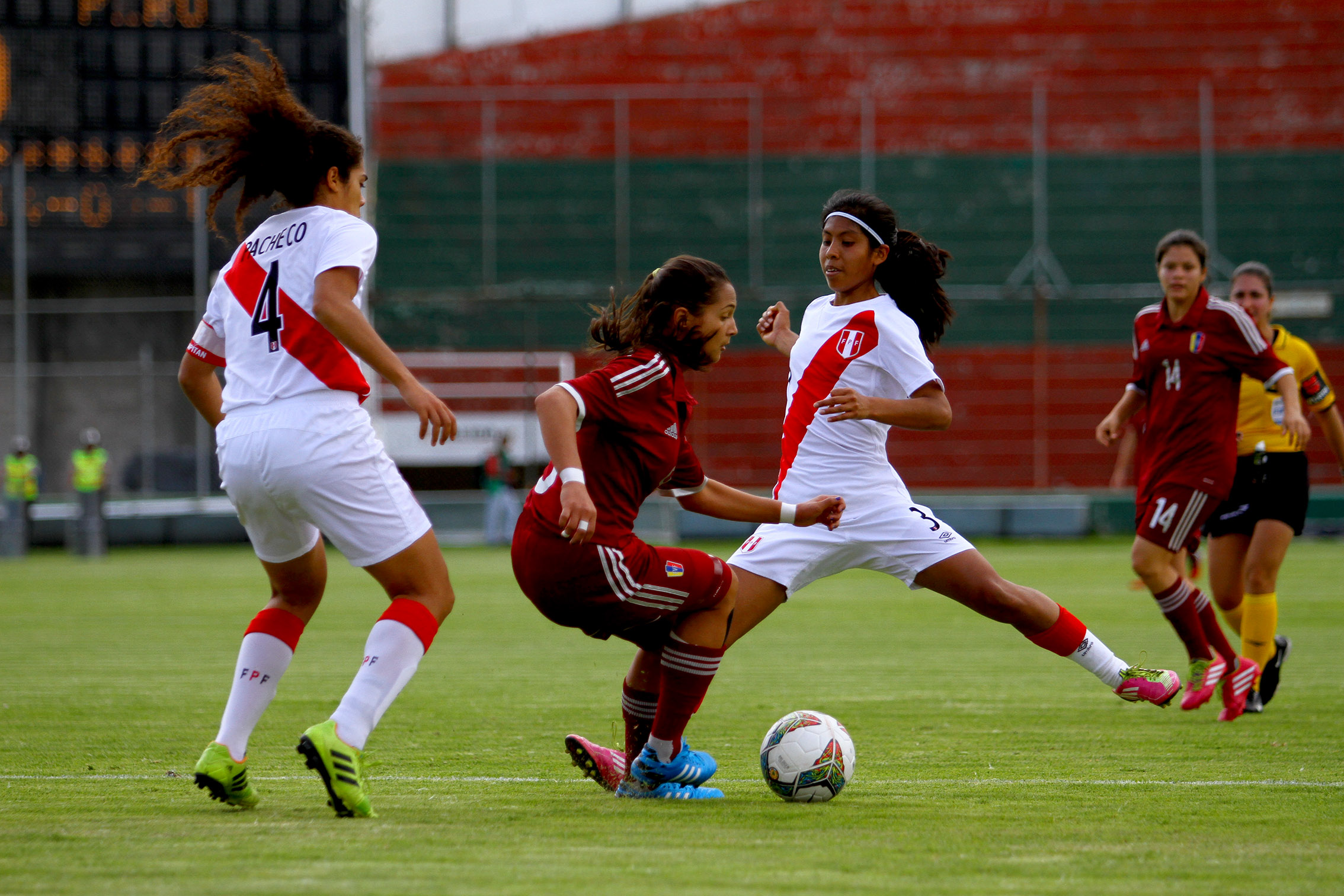
Castellanos jugando contra Perú en la Copa América 2014.

Fue convocada por primera vez con la selección absoluta en julio de 2014 para un módulo preparatorio para la Copa América. Debutó el 11 de septiembre de 2014 en Riobamba con victoria por 3-1 sobre Uruguay en dicho campeonato. Castellanos fue titular en los cuatro encuentros del campeonato, que se completaron con derrotas ante Ecuador (1-0) y Colombia (4-1), y empate ante Perú, con lo que quedaron eliminadas en fase de grupos y no obtuvieron plaza para disputar la siguiente edición del Mundial, Juegos Olímpicos ni Juegos Panamericanos.
Volvió a ser convocada con la selección absoluta para jugar un amistoso ante México en junio de 2017.
En 2018 fue convocada para jugar la Copa América. El 6 de abril de 2018 transformó un gol de falta ante Ecuador a falta de cinco minutos para el final, que fue su primer gol con la absoluta y ella definió en ese momento como el mejor gol de tiro libre que había marcado en su carrera, y con el que ganaron el primer partido del campeonato. En el segundo partido marcó cuatro de los ocho goles que marcaron a Bolivia. En el tercer encuentro de la primera ronda cayeron derrotadas por Brasil, con lo que su pase a la fase final de grupos quedó listo para ser definido en la última jornada frente a Argentina, que se saldó a favor de las albicelestes por 2-0, eliminando a las vinotinto y dejándolas sin plaza para jugar la siguiente edición del Mundial, los Juegos Panamericanos y los Juegos Olímpicos.
Meses después disputó los Juegos Centroamericanos y del Caribe, incorporándose a la convocatoria en el último momento por sus compromisos con la universidad. En el partido inaugural fue suplente y salió en la segunda parte para remontar ante Jamaica al dar una asistencia y marcar el gol de la victoria de tiro libre a pocos minutos de la conclusión del partido. En el segundo encuentro perdieron ante Colombia por 3-2. En el último encuentro de la primera fase volvieron a caer por la mínima, esta vez ante Costa Rica (2-1), pero la victoria de Jamaica sobre Colombia formó un triple empate que favoreció a Venezuela para pasar a semifinales. En la semifinal perdieron 3-1 ante México, y lograron la medalla de bronce tras vencer 1-0 sobre Trinidad y Tobago.
La selección venezolana solo disputó 2 amistosos en 2019, y Castellanos solo pudo estar disponible en uno de ellos. En 2020 estaba previsto que participase en la Turkish Cup pero debido a la pandemia del Covid-19 decidieron no participar en el torneo y jugar unos partidos amistosos contra el Napoli y el RES Roma.

## Estadísticas

### Formativo
| Club                                                       | Div.          | Temporada     | Liga  | Liga  | Liga   | Copas (1) | Copas (1) | Copas (1) | Internacional (1) | Internacional (1) | Internacional (1) | Total (2) | Total (2) | Total (2) | Media goleadora |
| Club                                                       | Div.          | Temporada     | Part. | Goles | Asist. | Part.     | Goles     | Asist.    | Part.             | Goles             | Asist.            | Part.     | Goles     | Asist.    | Media goleadora |
| ---------------------------------------------------------- | ------------- | ------------- | ----- | ----- | ------ | --------- | --------- | --------- | ----------------- | ----------------- | ----------------- | --------- | --------- | --------- | --------------- |
| Florida State Seminoles                                    |               |               |       |       |        |           |           |           |                   |                   |                   |           |           |           |                 |
| NCAA                                                       | 2016          | 13            | 7     | 0     |        |           |           |           |                   |                   | 13                | 7         | 0         | 0.54      |                 |
| NCAA                                                       | 2017          | 20            | 19    | 3     |        |           |           |           |                   |                   | 20                | 19        | 3         | 0.95      |                 |
| NCAA                                                       | 2018          | 26            | 10    | 8     |        |           |           |           |                   |                   | 26                | 10        | 8         | 0.38      |                 |
| NCAA                                                       | 2019          | 23            | 12    | 11    |        |           |           |           |                   |                   | 23                | 12        | 11        | 0.52      |                 |
| Total carrera                                              | Total carrera | Total carrera | 82    | 48    | 22     |           |           |           |                   |                   |                   | 82        | 48        | 22        | 0.59            |
| (1) Sin datos. (2) No incluye goles en partidos amistosos. |               |               |       |       |        |           |           |           |                   |                   |                   |           |           |           |                 |

### Clubes
Actualizado al último partido jugado el 15 de mayo de 2022.
| Club | Div.          | Temporada     | Liga  | Liga  | Liga   | Copas (3) | Copas (3) | Copas (3) | Internacional (4) | Internacional (4) | Internacional (4) | Total (5) | Total (5) | Total (5) | Media goleadora |
| Club | Div.          | Temporada     | Part. | Goles | Asist. | Part.     | Goles     | Asist.    | Part.             | Goles             | Asist.            | Part.     | Goles     | Asist.    | Media goleadora |
| --- | ------------- | ------------- | ----- | ----- | ------ | --------- | --------- | --------- | ----------------- | ----------------- | ----------------- | --------- | --------- | --------- | --------------- |
| Atlético de Madrid | 1.ª           | 2019-20       | 34    | 48    | -      | 2         | -         | -         | -                 | -                 | -                 | 7         | 0         | 0         | 0               |
| Atlético de Madrid | 1.ª           | 2020-21       | 27    | 37    | 8      | 4         | 1         | 0         | 4                 | 1                 | 2                 | 35        | 15        | 10        | 0.43            |
| Atlético de Madrid | 1.ª           | 2021-22       | 42    | 67    | 2      | 3         | 1         | 0         |                   |                   |                   | 29        | 11        | 2         | 0.38            |
| Atlético de Madrid | Total club    | Total club    | 58    | 23    | 10     | 9         | 2         | 0         | 4                 | 1                 | 2                 | 71        | 26        | 12        | 0.37            |
| Total carrera | Total carrera | Total carrera | 100   | 50    | 10     | 9         | 2         | 0         | 4                 | 1                 | 2                 | 71        | 26        | 12        | 0.37            |
| (3) Incluye datos de la Copa de la Reina y Supercopa de España. (4) Incluye datos de la Liga de Campeones. (5) No incluye goles en partidos amistosos. |               |               |       |       |        |           |           |           |                   |                   |                   |           |           |           |                 |

### Selección
Actualizado al último partido jugado el 12 de abril de 2022.
| Selecciones | Año           | Otros Oficiales(4) | Otros Oficiales(4) | Otros Oficiales(4) | Mundial | Mundial | Mundial | Amistosos (5) | Amistosos (5) | Amistosos (5) | Total | Total | Total  | Media goleadora |
| Selecciones | Año           | Part.              | Goles              | Asist.             | Part.   | Goles   | Asist.  | Part.         | Goles         | Asist.        | Part. | Goles | Asist. | Media goleadora |
| --- | ------------- | ------------------ | ------------------ | ------------------ | ------- | ------- | ------- | ------------- | ------------- | ------------- | ----- | ----- | ------ | --------------- |
| Sub-15 | 2014          | 4                  | 7                  | 1                  |         |         |         |               |               |               | 4     | 7     | 1      | 1,75            |
| Sub-15 | Total         | 4                  | 7                  | 1                  |         |         |         |               |               |               | 4     | 7     | 1      | 1,75            |
| Sub-17 | 2013          | 7                  | 2                  | 0                  |         |         |         |               |               |               | 7     | 2     |        | 1.28            |
| Sub-17 | 2014          |                    |                    |                    | 6       | 6       | 3       | 2             | 1             |               | 8     | 7     | 3      | 0.88            |
| Sub-17 | 2015          |                    |                    |                    |         |         |         |               |               |               |       |       |        |                 |
| Sub-17 | 2016          | 7                  | 12                 | 2                  | 6       | 5       | 0       |               |               |               | 13    | 17    | 2+     | 1.31            |
| Sub-17 | Total         | 14                 | 14                 | 2                  | 12      | 11      | 3       | 2+            | 1             |               | 28+   | 26    | 5+     | 0.96            |
| Sub-20 | 2013          |                    |                    |                    |         |         |         | 2+            | 3             |               | 2+    | 3     |        | ?               |
| Sub-20 | 2014          |                    |                    |                    |         |         |         |               |               |               |       |       |        |                 |
| Sub-20 | 2015          |                    |                    |                    |         |         |         |               |               |               |       |       |        |                 |
| Sub-20 | 2016          |                    |                    |                    |         |         |         |               |               |               |       |       |        |                 |
| Sub-20 | 2017          |                    |                    |                    |         |         |         |               |               |               |       |       |        |                 |
| Sub-20 | 2018          | 6                  | 4                  |                    |         |         |         |               |               |               | 6     | 4     |        | 0.67            |
| Sub-20 | Total         | 6                  | 4                  |                    | 0       | 0       | 0       | 2+            | 3             |               | 8+    | 7     |        | 0.88            |
| Abs | 2014          | 4                  | 0                  |                    |         |         |         |               |               |               | 4     | 0     |        |                 |
| Abs | 2015          |                    |                    |                    |         |         |         |               |               |               |       |       |        |                 |
| Abs | 2016          |                    |                    |                    |         |         |         |               |               |               |       |       |        |                 |
| Abs | 2017          |                    |                    |                    |         |         |         | 1             | 0             | 0             | 1     | 0     | 0      | 0               |
| Abs | 2018          | 9                  | 6                  |                    |         |         |         |               |               |               | 9     | 6     |        | 0.67            |
| Abs | 2019          |                    |                    |                    |         |         |         | 1             | 0             | 0             | 1     | 0     |        | 0               |
| Abs | 2020          |                    |                    |                    |         |         |         |               |               |               |       |       |        |                 |
| Abs | 2021          |                    |                    |                    |         |         |         | 5             | 4             | 1             | 5     | 4     | 1      | 0.80            |
| Abs | 2022          | 5                  | 3                  |                    |         |         |         | 5             | 2             | 1             | 10    | 5     | 1      | 0.40            |
| Abs | Total         | 18                 | 9                  |                    | 0       | 0       | 0       | 12            | 6             | 2             | 30    | 15    | 2+     | 0.43            |
| Total carrera | Total carrera | 42                 | 34                 | 3+                 | 12      | 11      | 3       | 16+           | 10+           | 2+            | 65+   | 52+   | 8+     | 0.80            |
| (4) Se incluyen Campeonato Sudamericanos, Olimpiadas Juveniles y Copa América. No incluye Juegos Bolivarianos. (5) No se incluyen partidos contra clubes |               |                    |                    |                    |         |         |         |               |               |               |       |       |        |                 |

#### Participaciones en Copas del Mundo
| Torneo                                | Sede       | Resultado    | Partidos | Goles |
| ------------------------------------- | ---------- | ------------ | -------- | ----- |
| Copa Mundial de Fútbol Sub-17 de 2014 | Costa Rica | Cuarto lugar | 6        | 6     |
| Copa Mundial de Fútbol Sub-17 de 2016 | Jordania   | Cuarto lugar | 6        | 5     |
| Total                                 | Total      | Total        | 12       | 11    |

#### Participaciones en Copa América y Campeonatos Sudamericanos
| Torneo                      | Sede      | Resultado    | Partidos | Goles |
| --------------------------- | --------- | ------------ | -------- | ----- |
| Sudamericano Sub-17 de 2013 | Paraguay  | Campeona     | 7        | 2     |
| Copa América Femenina 2014  | Ecuador   | Primera fase | 4        | 0     |
| Sudamericano Sub-17 de 2016 | Venezuela | Campeona     | 7        | 12    |
| Sudamericano Sub-20 de 2018 | Ecuador   | Cuarto lugar | 6        | 4     |
| Copa América Femenina 2018  | Chile     | Primera fase | 4        | 5     |
| Copa América Femenina 2022  | Colombia  | Primera fase | 5        | 3     |
| Total                       | Total     | Total        | 33       | 26    |

#### Otras participaciones internacionales
| Torneo                                       | Sede     | Resultado     | Partidos | Goles |
| -------------------------------------------- | -------- | ------------- | -------- | ----- |
| Juegos Bolivarianos de 2013                  | Perú     | Subcampeona   | 2+       | 3     |
| Olimpiadas Juveniles 2014                    | China    | Subcampeona   | 4        | 7     |
| Juegos Centroamericanos y del Caribe de 2018 | Colombia | Tercer puesto | 5        | 1     |
| Total                                        | Total    | Total         | 11+      | 11    |

## Palmarés

### Campeonatos nacionales
| Título                           | Equipo                  | País           | Año  |
| -------------------------------- | ----------------------- | -------------- | ---- |
| NCAA Women's Soccer Championship | Florida State Seminoles | Estados Unidos | 2018 |
| Supercopa de España              | Atlético de Madrid      | España         | 2021 |

### Campeonatos internacionales
| Título                         | Equipo           | País      | Año  |
| ------------------------------ | ---------------- | --------- | ---- |
| Campeonato Sudamericano Sub-17 | Venezuela sub-17 | Paraguay  | 2013 |
| Campeonato Sudamericano Sub-17 | Venezuela sub-17 | Venezuela | 2016 |

### Distinciones individuales
| Distinción                                                                                                 | Año       |
| --- | --------- |
| Bota de Oro de la Copa Mundial Femenina de Fútbol Sub-17 de 2014                                           | 2014      |
| Máxima goleadora del Torneo olímpico juvenil de fútbol femenino Nankín 2014                                | 2014      |
| Máxima goleadora del Campeonato Sudamericano Femenino Sub-17 de 2016                                       | 2016      |
| Equipo de la Semana del 23 de agosto de TopDrawer                                                          | 2016      |
| Bota de Bronce de la Copa Mundial Femenina de Fútbol Sub-17 de 2016                                        | 2016      |
| Balón de Bronce de la Copa Mundial Femenina de Fútbol Sub-17 de 2016                                       | 2016      |
| Gol del torneo de la Copa Mundial Femenina de Fútbol Sub-17 de 2016                                        | 2016      |
| Incluida en el equipo de novatas del año de la Conferencia de la Costa Atlántica                           | 2016      |
| Incluida en el segundo equipo del año de la Conferencia de la Costa Atlántica                              | 2016      |
| Incluida en el equipo del año del NSCAA All-Southeast Region                                               | 2016      |
| Incluida en el equipo de novatas del año de TopDrawer                                                      | 2016      |
| Jugadora del año de la United Women's Soccer                                                               | 2017      |
| Incluida en el segundo equipo nacional del año por United Soccer Coaches                                   | 2017      |
| Incluida en el primer equipo de la All-Region del año por United Soccer Coaches                            | 2017      |
| Incluida en el equipo del año de la Conferencia de la Costa Atlántica                                      | 2017      |
| Incluida en el primer equipo nacional del año por Top Drawer Soccer                                        | 2017      |
| Hermann Trophy Watchlist                                                                                   | 2017      |
| Tercer lugar del Premio Puskás de la FIFA (2017)                                                           | 2017      |
| Tercer lugar del Premio The Best FIFA (2017)                                                               | 2017      |
| Incluida en el segundo equipo nacional del año por Top Drawer Soccer                                       | 2018      |
| Incluida en el segundo equipo nacional del año por United Soccer Coaches                                   | 2018      |
| Incluida en el primer equipo de la Conferencia de la Costa Atlántica del año por United Soccer Coaches     | 2018      |
| Incluida en el equipo del año de la Conferencia de la Costa Atlántica                                      | 2018      |
| Elegida como miembro del Mejor Equipo del Torneo de la ACC                                                 | 2018      |
| Hermann Trophy Watchlist                                                                                   | 2018      |
| Jugadora Nacional de la semana del 23 de octubre de United Soccer Coaches                                  | 2018      |
| Jugadora Ofensiva de la semana del 23 de octubre de la Conferencia de la Costa Atlántica                   | 2018      |
| Embajadora de la FIFA                                                                                      | 2018      |
| Embajadora de la Conmebol                                                                                  | 2018      |
| Incluida en el primer equipo nacional del año por Top Drawer Soccer                                        | 2019      |
| Incluida en el segundo equipo nacional del año por United Soccer Coaches                                   | 2019      |
| Incluida en el primer equipo de la Conferencia de la Costa Atlántica del año por United Soccer Coaches     | 2019      |
| Jugadora ofensiva y mediocampista del año de la Conferencia de la Costa Atlántica                          | 2019      |
| Hermann Trophy Watchlist                                                                                   | 2019      |
| Jugadora Ofensiva de las semanas del 1 de octubre y 5 de noviembre de la Conferencia de la Costa Atlántica | 2019      |
| Once ideal de la Conmebol                                                                                  | 2020      |
| Jugadora 5 estrellas del Atlético de Madrid de los meses de diciembre y enero                              | 2020-2021 |
| Jugadora 5 estrellas del Atlético de Madrid de los meses de septiembre y octubre                           | 2021-2022 |

### Récords
- Jugadora con más goles (14) en el Campeonato Sudamericano Femenino Sub-17.
- Jugadora con más goles (7) en los Juegos Olímpicos de la Juventud.
- Jugadora con más goles (11) en la Copa Mundial Femenina de Fútbol Sub-17.
- Jugadora más joven en ser nominada al Premio The Best FIFA (2017) a la edad de 18 años.[197]

## Vida privada
Con respecto a su orientación sexual, Deyna declaró ser bisexual desde sus 12 años de edad.